# Mevlüt Erdinç
Mevlüt Erdinç (* 25. Februar 1987 in Saint-Claude im Département Jura; in Frankreich und oft auch in deutschen Medien: Mevlut Erding) ist ein türkischer ehemaliger Fußballspieler, der auch die französische Staatsangehörigkeit besitzt.

## Karriere

### Im Verein

#### FC Sochaux
Mevlüt Erdinç besuchte seit 2000 die Jugendakademie vom französischen Erstligisten FC Sochaux und 2006 unterschrieb er bei ihnen seinen ersten Profivertrag. Nachdem Mevlüt Erdinç mit 18 Jahren am 19. November 2005 sein Debüt in Korsika für die Profimannschaft in einem Pflichtspiel und Ligue 1 gegen AC Ajaccio gab, indem er in der 86. Minute eingewechselt wurde und in den Schlussminuten seine Mannschaft zum 1:0-Sieg schoss.
In den ersten beiden Jahren kam Mevlüt Erdinç zwar zu sporadischen Einsätzen in der höchsten französischen Spielklasse, aber erst in der Saison 2007/08 konnte er sich einen Stammplatz im Sturm der Lionceaux erkämpfen. Durch den Pokalsieg 2007, wo Mevlüt Erdinç nicht zum Einsatz kam, qualifizierte sich FC Sochaux für den UEFA-Pokal. Im Rückspiel am 4. November 2007 in der ersten Runde des UEFA-Pokals gegen Panionios Athen feierte er mit 20 Jahren sein Debüt im Europapokal. Im Dezember 2008 verlängerte der viel umworbene Mevlüt Erdinç vorzeitig um ein weiteres Jahr seinen Vertrag bis Sommer 2013, diesmal beinhaltete es eine Ausstiegsklausel in Höhe von acht Millionen Euro. In seinen letzten beiden Spielzeiten 2007/08 und 2008/09 für die Ostfranzosen schoss er doppelstellig an Toren und bewahrte sie damit zweimal vor dem Abstieg in die Ligue 2.

#### Paris Saint-Germain
Nachdem sich endlich der FC Sochaux und Paris Saint-Germain über den Transfer von Mevlüt Erdinç geeinigt haben, wechselte er zur Saison 2009/10 zu PSG für eine Ablösesumme die im Vertrag vereinbart war von ihm in der Ausstiegsklausel und er unterschrieb bei den Hauptstädtern einen Vierjahresvertrag. In seiner ersten Saison für seinen neuen Verein gelang ihm im März 2010 ein Hattrick beim 4:1-Sieg in der Liga ausgerechnet gegen seinen alten Verein FC Sochaux. Außerdem hatte Mevlüt Erdinç maßgeblichen Anteil am Gewinn des französischen Pokals 2010, indem er in allen sechs Pokalspielen eingesetzt wurde und vier Tore erzielte. Im Halbfinale den 1:0-Siegtreffer gegen US Quevilly schoss, damit zogen sie ins Finale des Coupe de France.
In der darauffolgenden Spielzeit 2010/11 erreichte Mevlüt Erdinç mit Paris Saint-Germain das Achtelfinale der UEFA Europa League und erneut das französische Pokalfinale (2011), aber diesmal verloren sie knapp in den Schlussminuten mit 0:1 gegen den späteren Doublegewinner OSC Lille.
In der Saison 2011/12 wurde sein Vertrag im September 2011 vorzeitig um ein weiteres Jahr verlängert, aber er kam in dieser Spielzeit nur noch als Einwechselspieler zum Einsatz.

#### Stade Rennes
Der viel umworbene Mevlüt Erdinç hatte unter dem neuen Trainer Carlo Ancelotti bei PSG keine Zukunft mehr. Deswegen wechselte er am 25. Januar 2012 in der Winter-Transferperiode zum Ligakonkurrenten Stade Rennes, die seit längerem an ihm interessiert waren. Die Ablöse für ihn betrug 7,5 Millionen Euro und Mevlüt Erdinç unterschrieb einen Dreieinhalbjahresvertrag bei den Bretonen.

#### AS Saint-Etienne
Am 3. September 2013 unterschrieb Erdinç einen Vertrag bis Sommer 2017 bei den Les Stéphanois. Er ist bei AS Saint-Étienne der Nachfolger für den zu Borussia Dortmund abgewanderten Pierre-Emerick Aubameyang. Sein neuer Arbeitgeber überwies 4,5 Millionen Euro Ablöse zum Ligakonkurrenten Stade Rennes für den 26-jährigen türkischen Nationalspieler.
Sein erstes Tor für Saint-Étienne markierte er am 24. November im Auswärtsspiel gegen OGC Nizza, welches letztendlich durch dieses Tor auch 1:0 gewonnen wurde.

#### Über Hannover zurück nach Frankreich
Zur Saison 2015/16 wechselte Erdinç selbst in die deutsche Bundesliga zu Hannover 96. Dort debütierte er in der ersten DFB-Pokal-Hauptrunde in der Partie gegen KSV Hessen Kassel.
In Hannover konnte Erdinç nicht überzeugen, sodass er Anfang Januar 2016 bis zum Saisonende an EA Guingamp ausgeliehen wurde.
Zur Saison 2016/17 wurde er an den Ligue-1-Aufsteiger FC Metz weiterverliehen.

#### Wechsel in die Türkei
Im Juli 2017 wechselte Erdinç zum amtierenden türkischen Vizemeister Istanbul Başakşehir FK. Bei diesem Verein erhielt er einen Dreijahresvertrag. In der Spielzeit 2018/19 wurde der Stürmer an den Ligakonkurrenten Antalyaspor verliehen. Erdinç erzielte für die Rot-Weißen in 27 Pflichtspielen 14 Tore.
Im August 2019 wechselte er zum Ligarivalen Fenerbahçe Istanbul und unterschrieb bei ihnen ein Zweijahresvertrag.

### In der Nationalmannschaft

#### Französische Nationalmannschaft
Mit 17 Jahren debütierte Mevlüt Erdinç bei der französischen Junioren-Nationalmannschaft,  ergänzend gewann er 2005 mit der Mannschaft den UEFA-CAF Meridian Cup.

#### Türkische Nationalmannschaft
Später entschied er sich für den türkischen Verband aufzulaufen. Am 25. Mai 2005 gab Mevlüt Erdinç sein Debüt für die U-19-Junioren der Türkei gegen die Schweizer U-19, wo er auch gleich sein erstes Tor schoss. Daraufhin qualifizierte sich Mevlüt Erdinç mit der Mannschaft für die U-19-Europameisterschaft 2006 in Polen. Danach folgten im Jahre 2007 einige Spiele bei der Türkei U-21.
Am 21. März 2008 wurde er zum ersten Mal in den Kader der türkischen A-Nationalmannschaft berufen für ein Freundschaftsspiel. Gegen Ende März 2008 bestritt Mevlüt Erdinç in Minsk sein A-Länderspieldebüt gegen Belarus, welches 2:2 ausging. Außerdem im Juni 2008 gehörte er zum Kader der türkischen Nationalmannschaft bei der UEFA Euro 2008. Am 11. Oktober 2008 schoss Mevlüt Erdinç sein erstes A-Länderspieltor und zwar in der Qualifikation zur FIFA WM 2010 gegen Bosnien-Herzegowina zum 2:1-Sieg.

## Erfolge
- Nationalmannschaft
  - Französische Junioren-Nationalmannschaft
    - Gewinn des UEFA-CAF Meridian Cups: 2005 in der Türkei[24]

  - Türkische A-Nationalmannschaft
    - Europameisterschaft: Halbfinalist 2008 in Österreich und der Schweiz (2 Einsätze)

- Verein
  - FC Sochaux
    - Französischer Pokalsieger: 2007 (ohne Einsatz)

  - Paris Saint-Germain
    - Französischer Pokalsieger: 2010

## Familie
Erdinç kam als Sohn von türkischstämmigen Gastarbeitern im französischen Saint-Claude auf die Welt. Seine Familie emigrierte 1973 aus dem türkischen Dorf Erbek des Landkreises Sarıkaya der zentralanatolischen Provinz Yozgat nach Frankreich.